# Усадьба Тутолмина
Усадьба Тутолмина — городская усадьба в Москве по адресу Гончарная улица, дом 12. Объект культурного наследия федерального значения.

## История

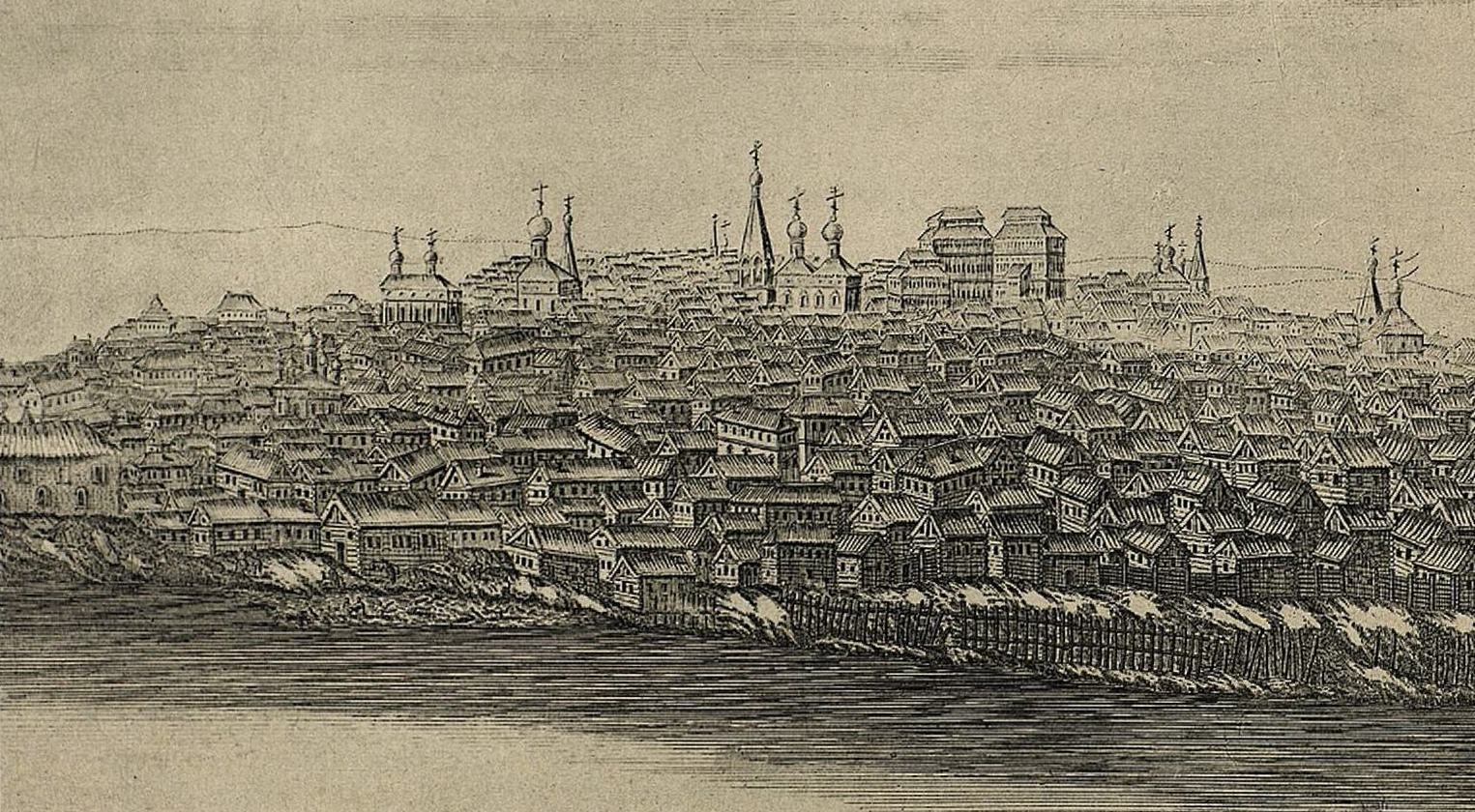
Палаты Строгановых на вершине Вшивой горки, фрагмент гравюры «Вид Москвы из Замоскворечья» П. Пикарта, ок. 1708 г.

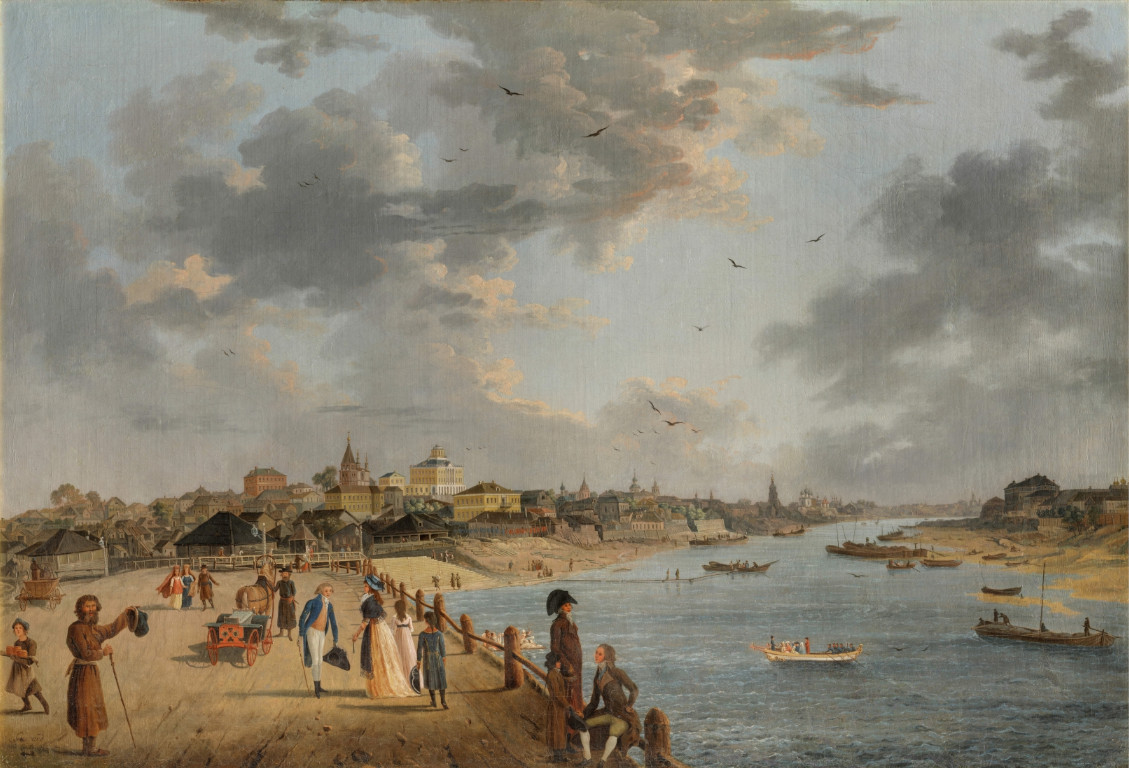
Вид Яузского моста и дома Шапкина в Москве, Ж. Делабарт, 1797

На этом месте, в верхней части Вшивой горки, в начале XVIII века были построены палаты Строгановых. К началу строительства главного дома усадьбы в 1788 году палаты уже были разобраны — имение строил для себя купец В. В. Суровщиков, умерший в 1780 году; работы ещё не были завершены, когда в середине 1790-х годов сыном Суровщикова усадьба была продана купцу Андрею Шапкину.
Строительство здания в стиле классицизма закончил новый владелец, Тимофей Иванович Тутолмин, который вскоре после назначения в 1806 году на должность московского генерал-губернатора продал усадьбу графу И. А. Безбородко.
Трёхэтажное здание было включено в альбомы М. Ф. Казакова, оно выполняло существенную роль в формировании архитектурного характера этого района города уже в конце XVIII века. Дом поставлен вдали от красной линии улицы. Образованный таким образом парадный двор был изначально круглым, с одной стороны его охватывало скруглённое крыло здания, которое было ниже основного объёма, с другой стороны двор был обнесён каменной оградой. Садовый фасад выходил на склон Москвы-реки, живописный вид на город и реку открывался со смотровой площадки бельведера, который венчал крышу здания. Парадный фасад главного дома выделяется мощным шестиколонным коринфским портиком с треугольным фронтоном. Торцы боковых крыльев украшали полуротонды с колоннами. Среди залов усадьбы особо выделялись два: громадный двусветный квадратный зал с куполом и соседний с ним овальный бальный зал в северном крыле. По предположению исследователей в усадьбе имелся зимний сад, размещавшийся в южном крыле.
Во время занятия Москвы французами в соседней усадьбе Баташова и здесь некоторое время располагалась резиденция Мюрата. Пожар 1812 года нанёс дому значительный ущерб, бельведер и полуротонды после этого уже не восстанавливались. Возле дома по линии улицы были построены двухэтажные флигеля, датируемые первой третью XIX века. В 1833 году усадьбу купил промышленник Тимофей Васильевич Прохоров и переоборудовал её в текстильную фабрику-школу, находившуюся тут до 1850-х годов. Затем в особняке был устроен доходный дом, сдававшийся под квартиры и различные учреждения. В начале XX века здесь находилась довольно известная гимназия Е. Е. Констан. В 1905 году в усадьбе по заказу Е. П. Ярошенко, в то время владелицы, архитектором В. В. Шервудом была произведена перестройка: надстройка главного дома до четырёх этажей, на месте боковых крыльев появились также четырёхэтажные корпуса. Ещё одну надстройку дом претерпел уже в советское время, в 1930-х годах. Историческая центральная часть дома сохранила большую часть декора, во время реставрации 1980-х годов она была выделена цветом.
С 2015 года в главном здании размещается Институт философии РАН.

## Галерея

Современный вид
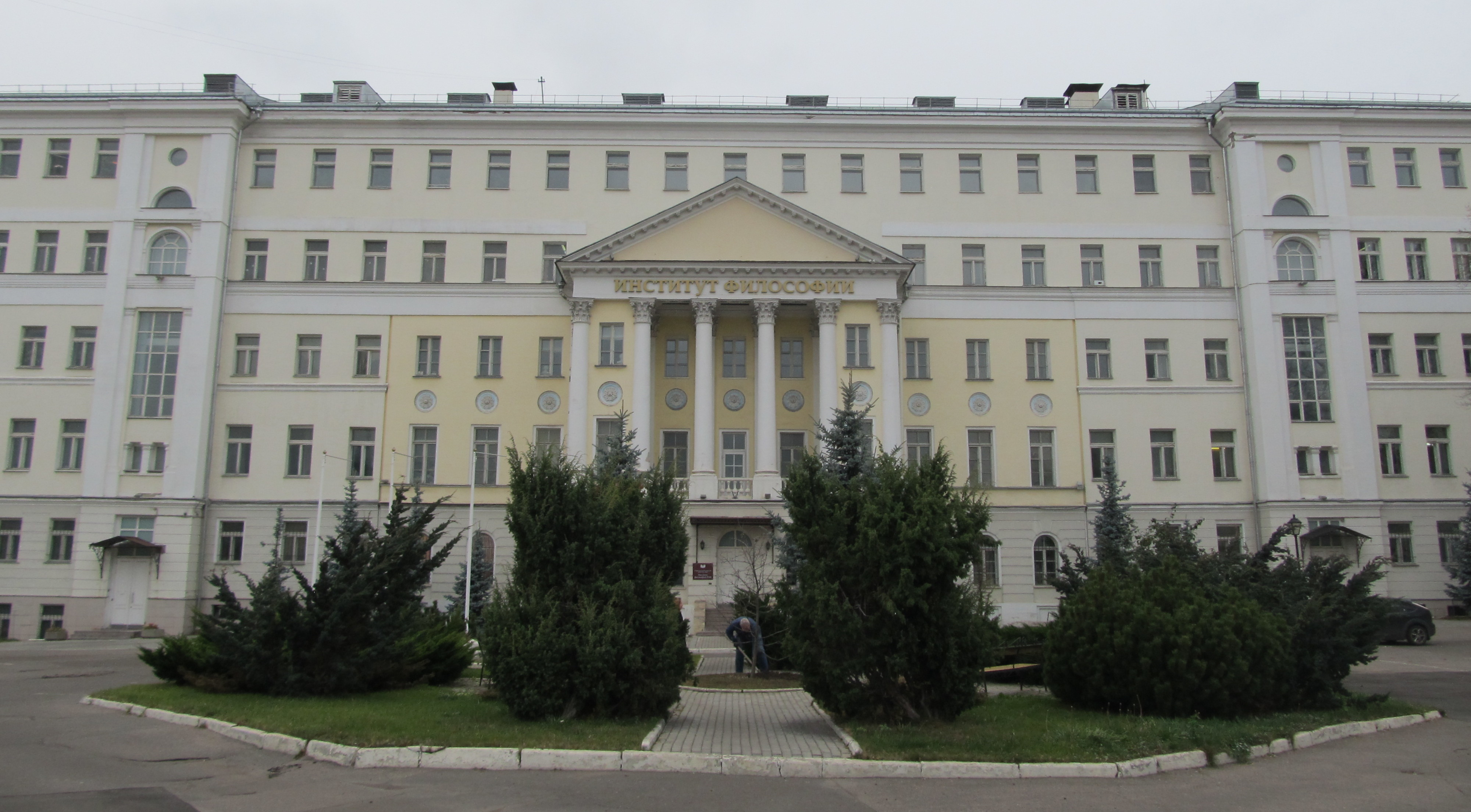
Главный дом
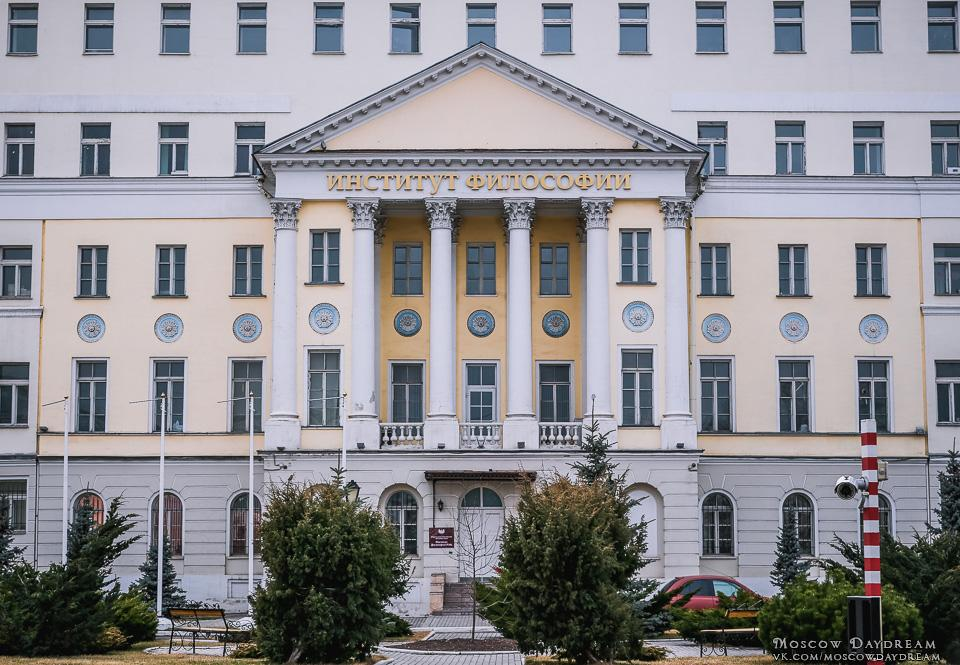
Историческая часть главного дома
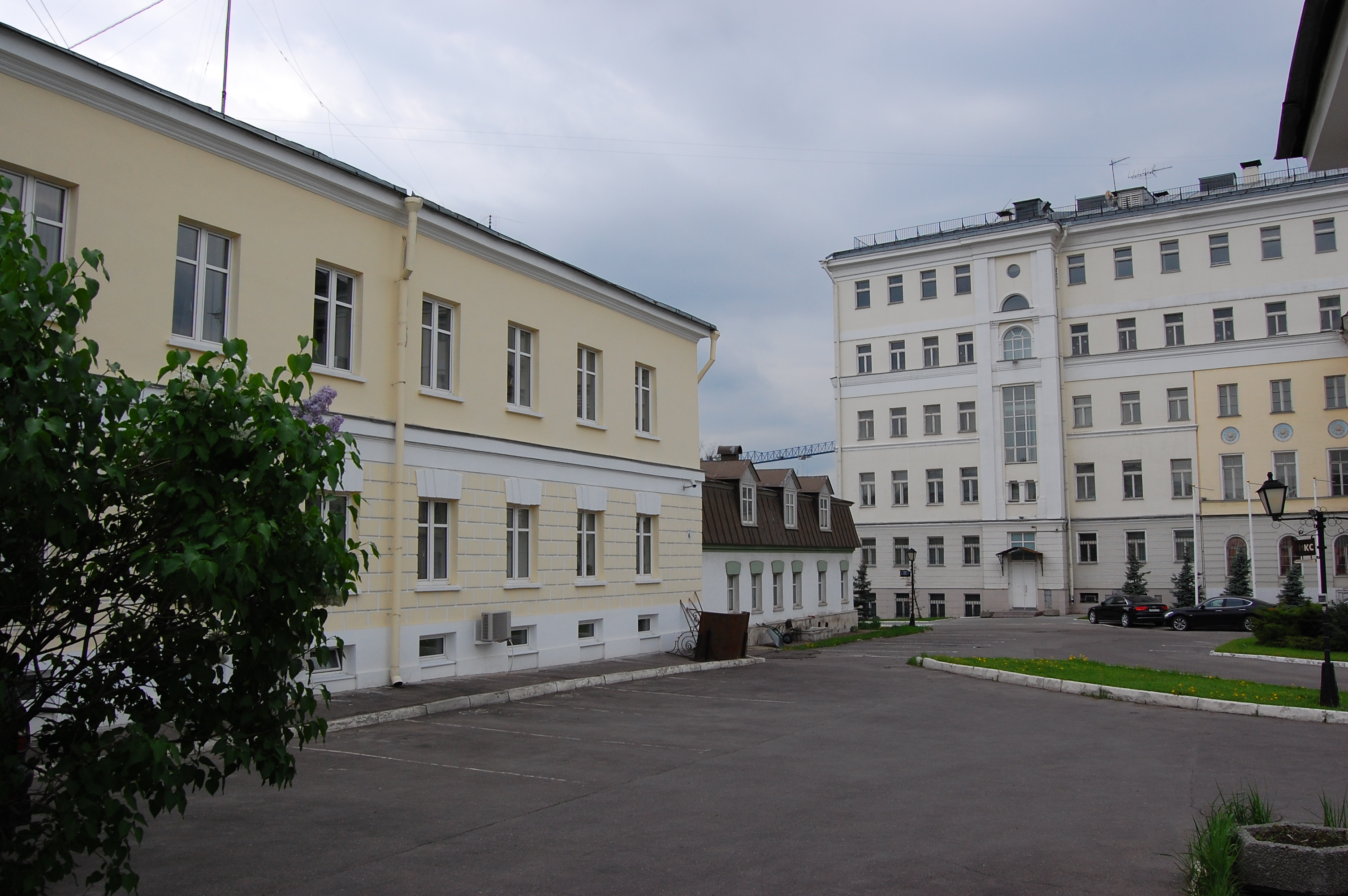
Левый корпус
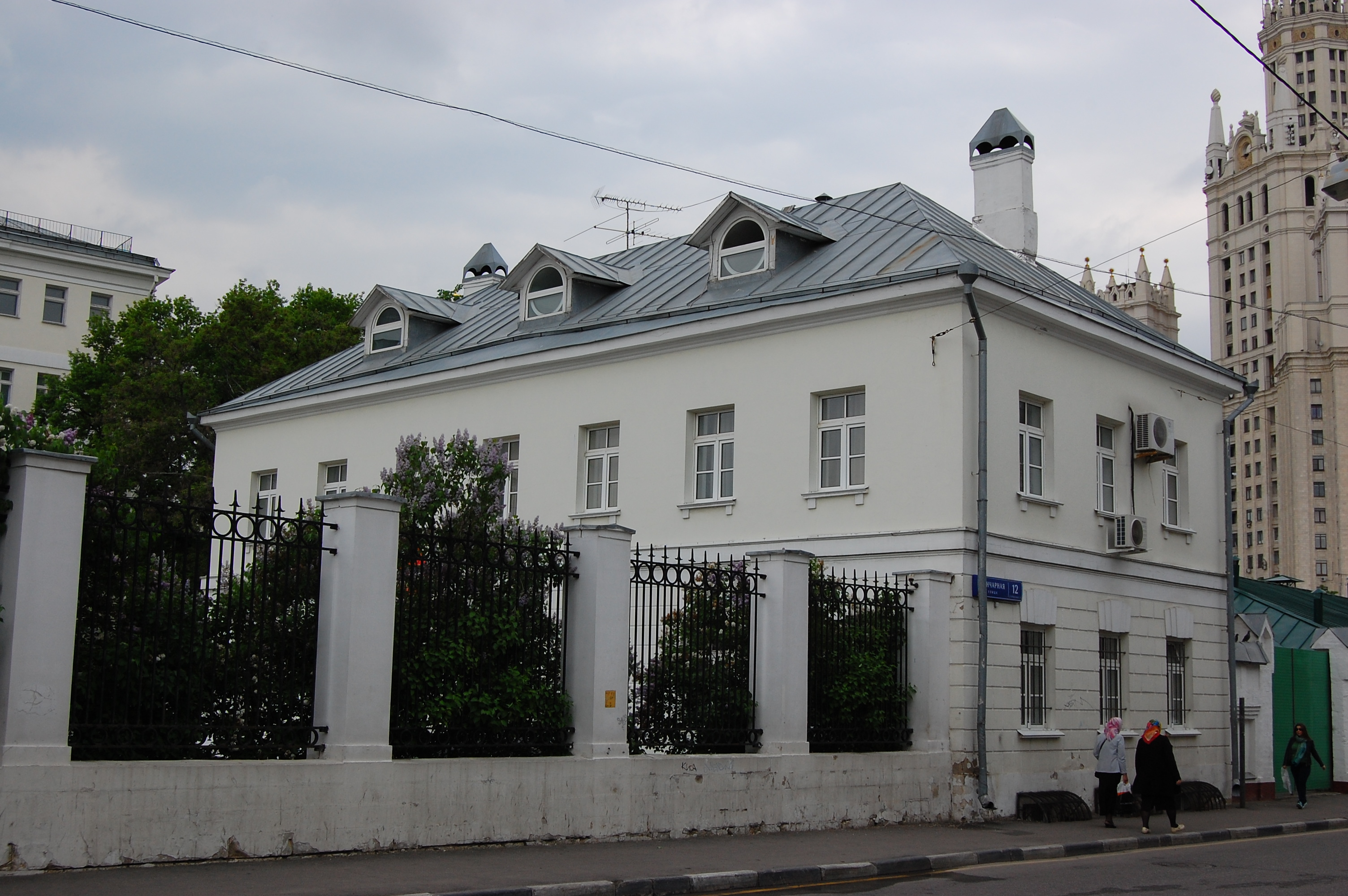
Правый корпус

Фотографии начала XX века
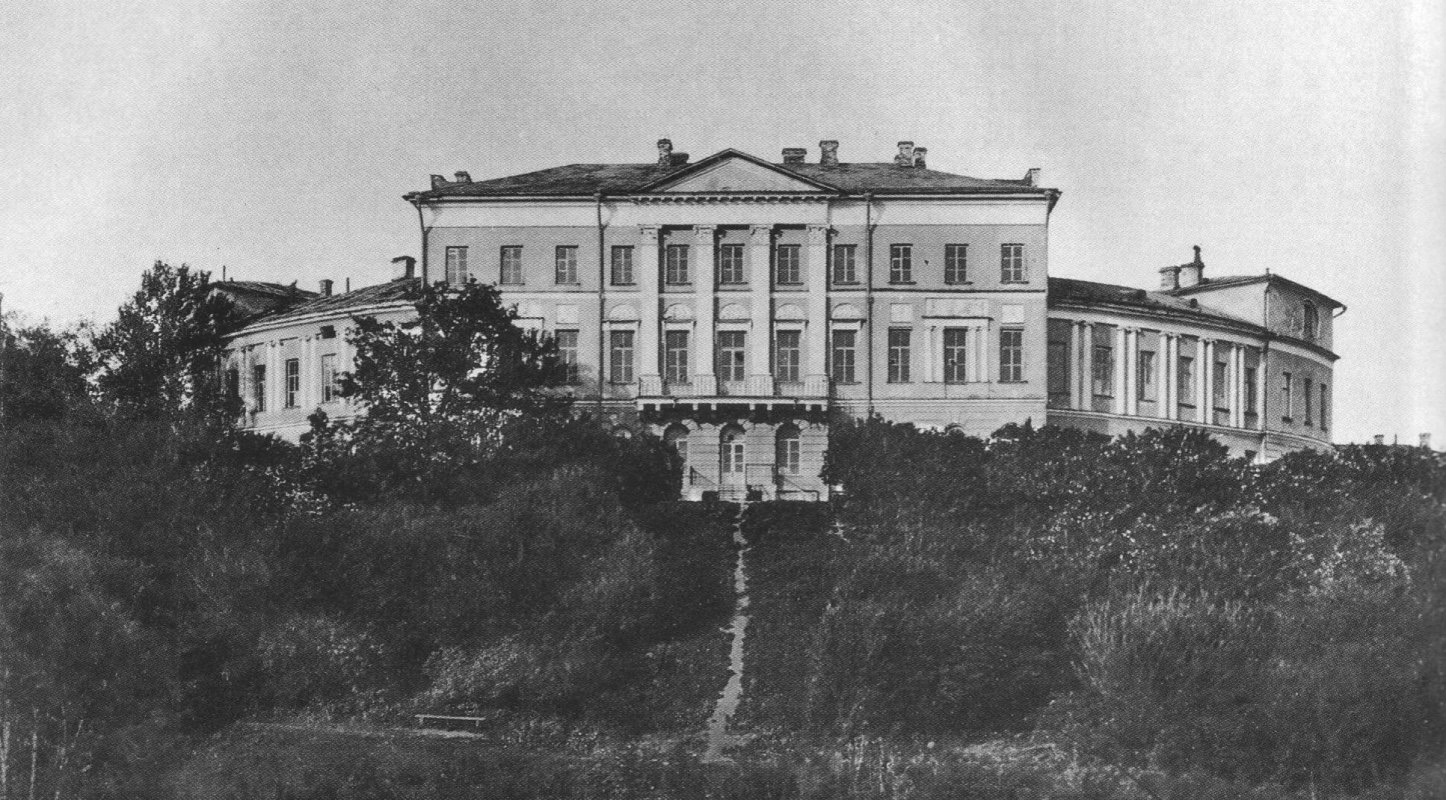
Дом Т. И. Тутолмина: вид со стороны двора и сада
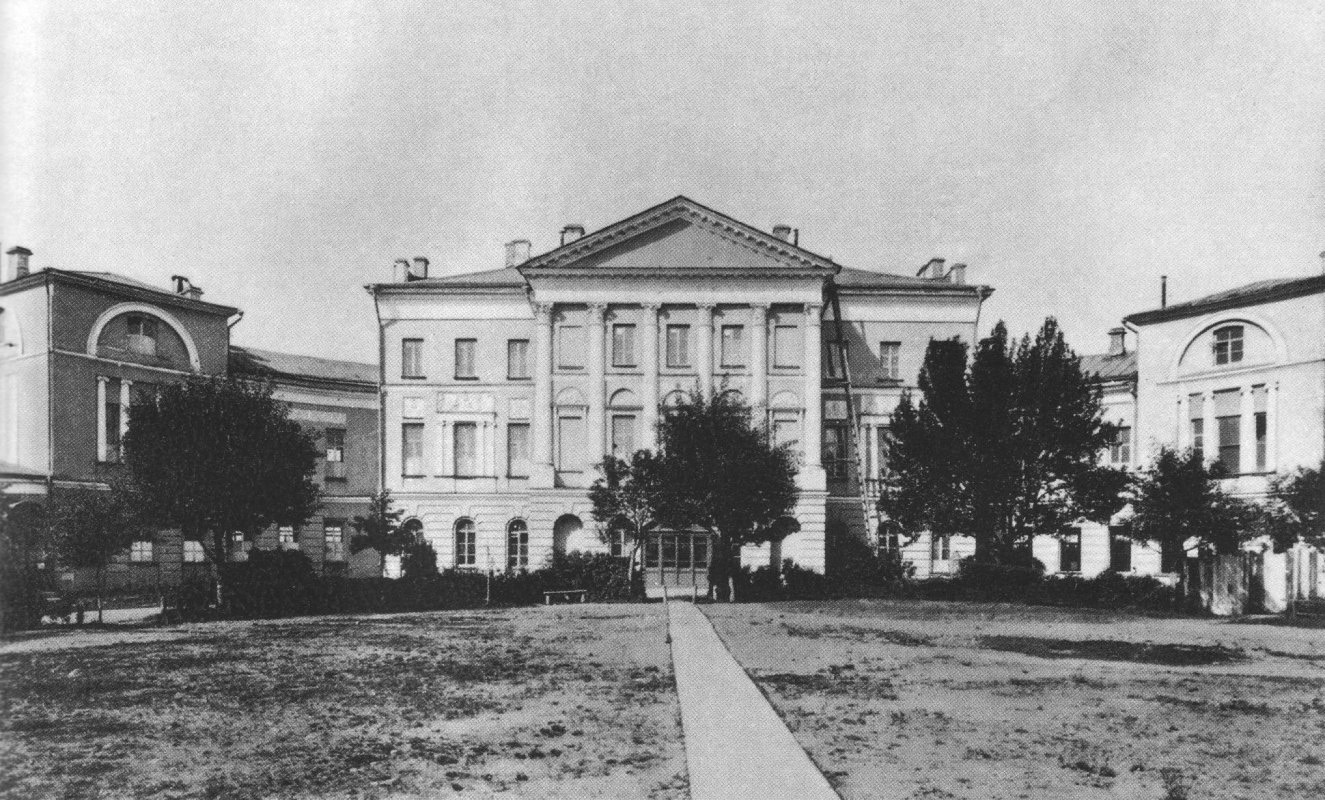
Главный дом и полукруглые флигеля до перестройки
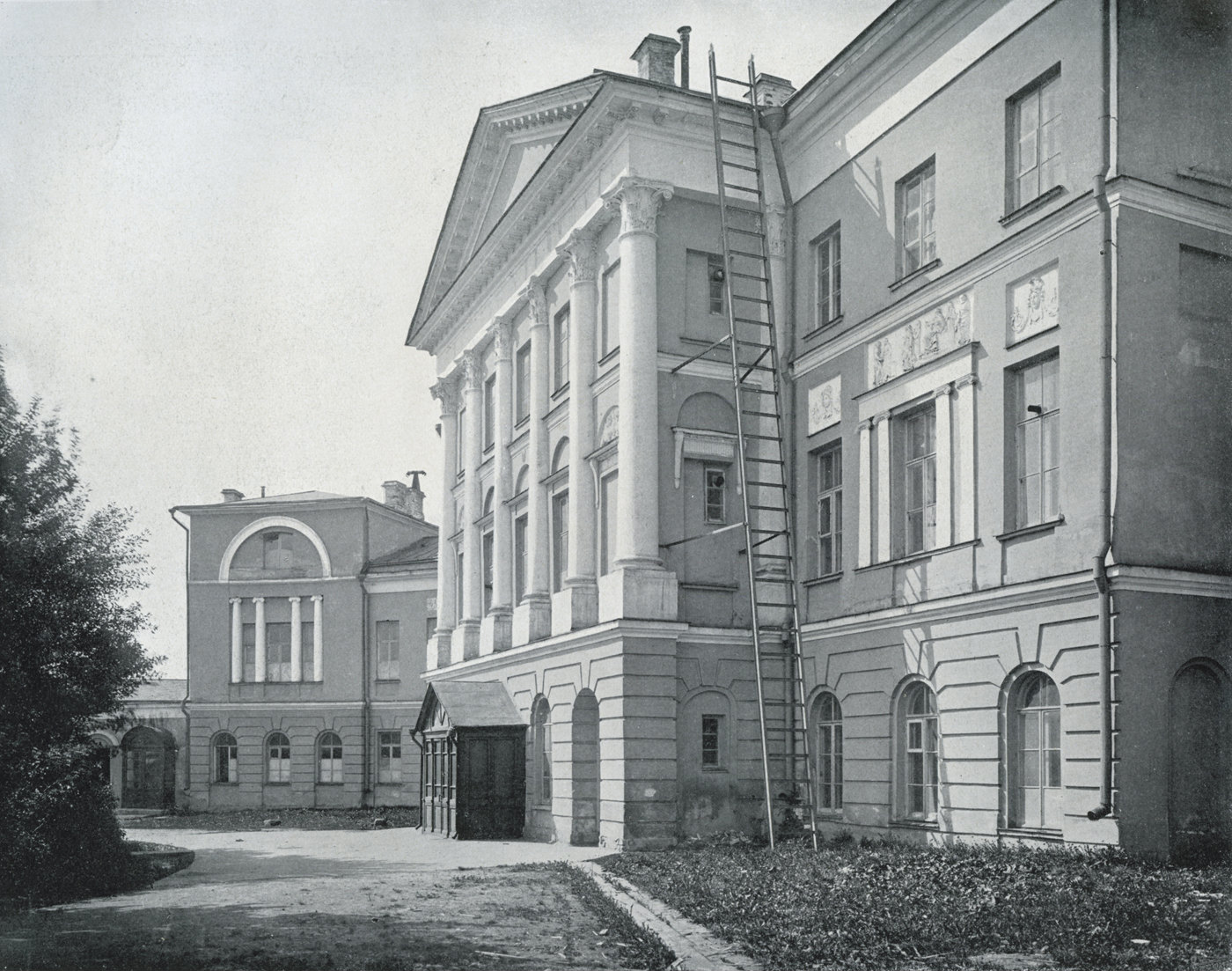
Во дворе усадьбы
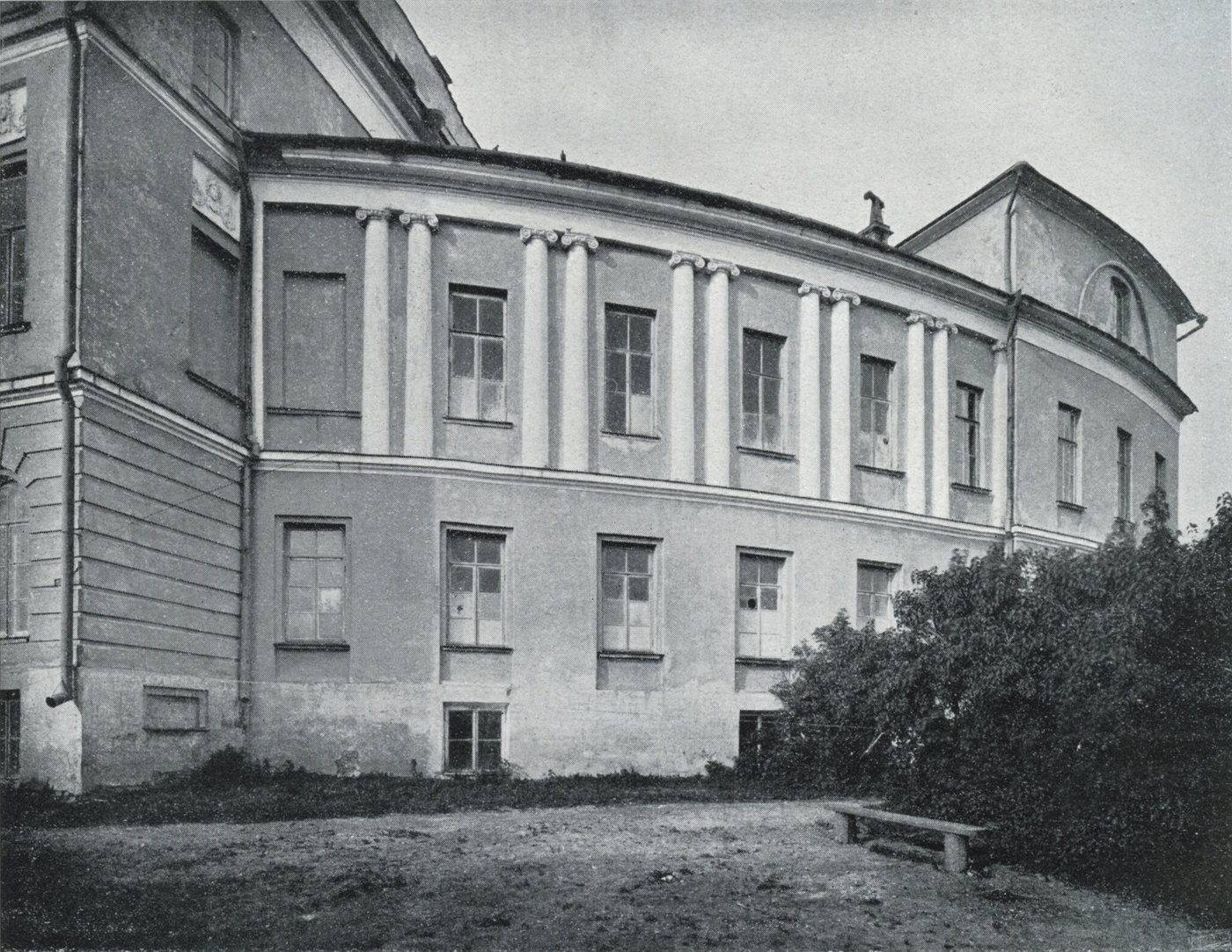
Задний фасад флигеля крупным планом